# Skansholm
Skansholm is een plaats in de gemeente Vilhelmina in het landschap Lapland en de provincie Västerbottens län in Zweden. De plaats heeft 74 inwoners (2005) en een oppervlakte van 20 hectare. De plaats ligt aan het langgerekt meer Malgomaj en wordt op een paar stukjes landbouwgrond, vooral tussen de plaats en het meer, omringd door naaldbos.
Bestuurscentrum: Vilhelmina (Tätort)
Småort: Bäsksele · Dikanäs · Klimpfjäll · Latikberg · Laxbäcken · Lövliden · Malgovik · Meselefors · Nästansjö · Saxnäs · Skansholm · Storseleby
Overig: Aronsjö · Fatmomakke · Kittelfjäll · Siksjönäs · Stalon · Strömnäs · Svannäs